# Lista niemieckich krążowników liniowych

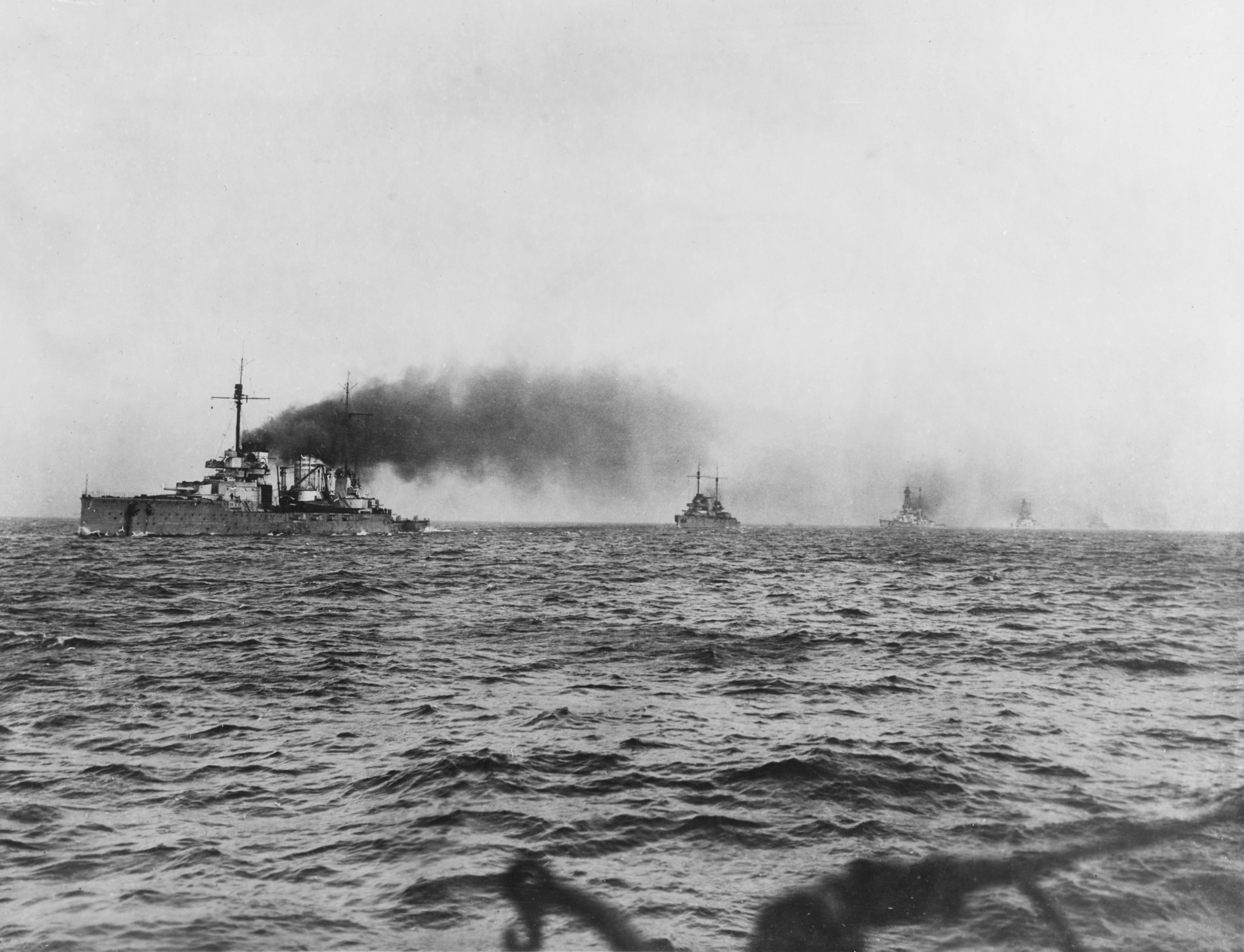
SMS „Seydlitz” prowadzi SMS „Moltke”, SMS „Hindenburg”, SMS „Derfflinger” i SMS „Von der Tann” na internowanie w Scapa Flow

Kaiserliche Marine, marynarka wojenna Cesarstwa Niemieckiego, zbudowała w ostatnim dziesięcioleciu swego istnienia kilka typów krążowników liniowych. Klasa krążowników liniowych wyrosła z projektów wcześniej istniejących krążowników pancernych, miały one pełnić rolę zwiadowczą dla głównych sił floty i atakować siły rozpoznawcze nieprzyjaciela. Cesarz Wilhelm II wymagał, by nowe krążowniki liniowe mogły walczyć w szyku liniowym wraz z pancernikami, co miało zmniejszać liczbową przewagę wroga.
SMS „Von der Tann” był pierwszym niemieckim krążownikiem liniowym. Został zbudowany w latach 1908–1910. Cesarska flota zbudowała przed wybuchem I wojny światowej kolejne cztery krążowniki liniowe z przeznaczeniem dla Hochseeflotte, następne dwa okręty zostały ukończone w czasie trwania konfliktu. Kolejne siedem znajdowało się w planach: cztery typu Mackensen i trzy typu Ersatz Yorck. Dwa okręty pierwszego typu („Mackensen” i „Graf Spee”) zostały zwodowane, ale nigdy ich nie ukończono. Kolejne dwa znajdowały się w różnych stadiach budowy, zanim kontrakty na budowę zostały anulowane z powodu końca wojny. Poważne prace stoczniowe nad trzema jednostkami typu Ersatz Yorck nigdy się nie rozpoczęły.
Sześć z siedmiu krążowników liniowych ukończonych przed lub w czasie I wojny światowej brało udział w wielu akcjach bojowych, głównie na Morzu Północnym. Wszystkie okręty z wyjątkiem „Goeben”, który był przydzielony do niemieckiej Eskadry Śródziemnomorskiej, były przydzielone do 1. Grupy Rozpoznawczej, którą dowodził admirał Franz von Hipper. Formacja przeprowadziła kilka rajdów na angielskie wybrzeża pomiędzy latami 1914 i 1916, których kulminacją była bitwa jutlandzka (31 maja – 1 czerwca 1916). W jej czasie miały wciągnąć część brytyjskiej floty pod lufy niemieckich pancerników. Niemiecki okręt flagowy „Lützow” zatonął w czasie bitwy, a inne okręty zostały ciężko uszkodzone. Zadały jednak poważne straty przeciwnikowi: „Von der Tann” zatopił HMS „Indefatigable”, „Seydlitz” – „Queen Mary”, a „Derfflinger” i „Lützow” wspólnie zniszczyły „Invincible”. Pięć istniejących krążowników liniowych – „Von der Tann”, „Moltke”, „Seydlitz”, „Derfflinger” i „Hindenburg” – zostało internowanych wraz z resztą niemieckiej floty w Scapa Flow po zakończeniu wojny. Ich załogi zatopiły swoje jednostki w 1919 roku. „Goeben”, został przekazany flocie Imperium Osmańskiego niedługo po wybuchu walk. Operował przeciw rosyjskiej Flocie Czarnomorskiej przez większość wojny. Został ciężko uszkodzony przez brytyjskie miny morskie pod koniec wojny, ale został wyremontowany i służył w marynarce tureckiej do lat 50. XX wieku. Został zezłomowany w latach 70. XX wieku.
Niebezpośredni następca Kaiserliche Marine, Kriegsmarine, rozważał zbudowanie trzech krążowników liniowych typu O w ramach planu Z zanim rozpoczęła się II wojna światowa. Jednak wybuch walk w 1939 roku spowodował odłożenie planów i żaden z tych okrętów nie został zbudowany.

## Legenda
| Artyleria główna  | Liczba i typ dział artylerii głównej                        |
| Wyporność         | Pełna wyporność bojowa                                      |
| Napęd             | Liczba śrub napędowych, rodzaj napędu i prędkość maksymalna |
| Służba            | Daty rozpoczęcia prac, ukończenia okrętu i jego los         |
| Położenie stępki  | Data położenia stępki                                       |
| Wejście do służby | Data oficjalnego wejścia do służby                          |
| Los               | Ostateczny los okrętu (np. zatopienie, złomowanie)          |

## SMS „Von der Tann”

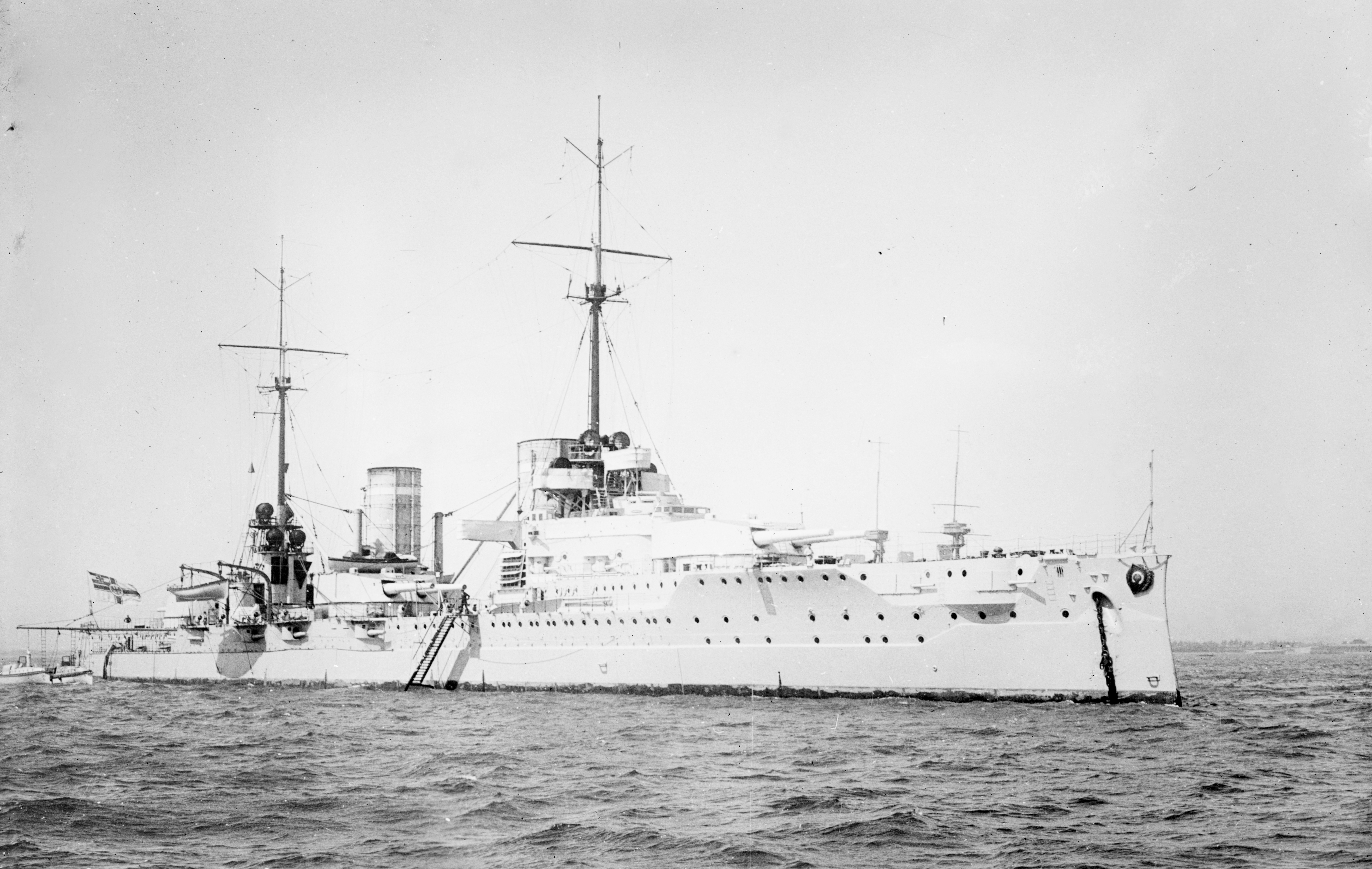
„Von der Tann”

SMS „Von der Tann” był pierwszym niemieckim krążownikiem liniowym. Został zamówiony w 1907 roku. Zaprojektowano go w odpowiedzi na brytyjskie krążowniki liniowe typu Invincible, których budowę rozpoczęto rok wcześniej. Proces projektowania pierwszego okrętu nowej klasy był skomplikowany. Großadmiral Alfred von Tirpitz, sekretarz Urzędu Marynarki Rzeszy, chciał by okręt powielał brytyjski układ, na który składały się: ciężkie działa o dużym kalibrze, relatywnie lekki pancerz i wysoka prędkość. Cesarz Wilhelm II, wraz z innymi starszymi oficerami marynarki, twierdził, że z powodu brytyjskiej przewagi liczebnej nowe okręty powinny mieć pancerz wystarczająco mocny by można je było użyć do wsparcia własnych pancerników walczących w szyku liniowym.
„Von der Tann” brał udział w większości niemieckich operacji w czasie I wojny światowej, w tym w kilku rajdach na angielskie wybrzeże. W czasie bitwy jutlandzkiej „Von der Tann” był ostatni w szyku niemieckich krążowników linowych. Walczył z HMS „Indefatigable” i po 15 minutowej wymianie ognia pocisk kal. 280 mm wystrzelony przez niemieckich artylerzystów spowodował wybuch w magazynach amunicyjnych, co zniszczyło przeciwnika. W listopadzie 1918 roku został internowany w Scapa Flow i następnie samozatopiony. Został podniesiony w 1930 roku i rozebrany na złom w latach 1931–1934.
| Okręt              | Artyleria główna | Wyporność                     | Napęd                                                 | Służba           | Służba            | Służba |
| Okręt              | Artyleria główna | Wyporność                     | Napęd                                                 | Położenie stępki | Wejście do służby | Los |
| ------------------ | ---------------- | ----------------------------- | ----------------------------------------------------- | ---------------- | ----------------- | --- |
| SMS „Von der Tann” | 8 × 28 cm        | 21 300 t (21 000 długich ton) | 4 śruby, turbiny parowe systemu Parsonsa, 27,75 węzła | 21 marca 1908    | 1 września 1910   | samozatopiony w Scapa Flow 21 czerwca 1919, wrak podniesiono w latach 30. XX wieku i zezłomowano w Rosyth |

## TypMoltke

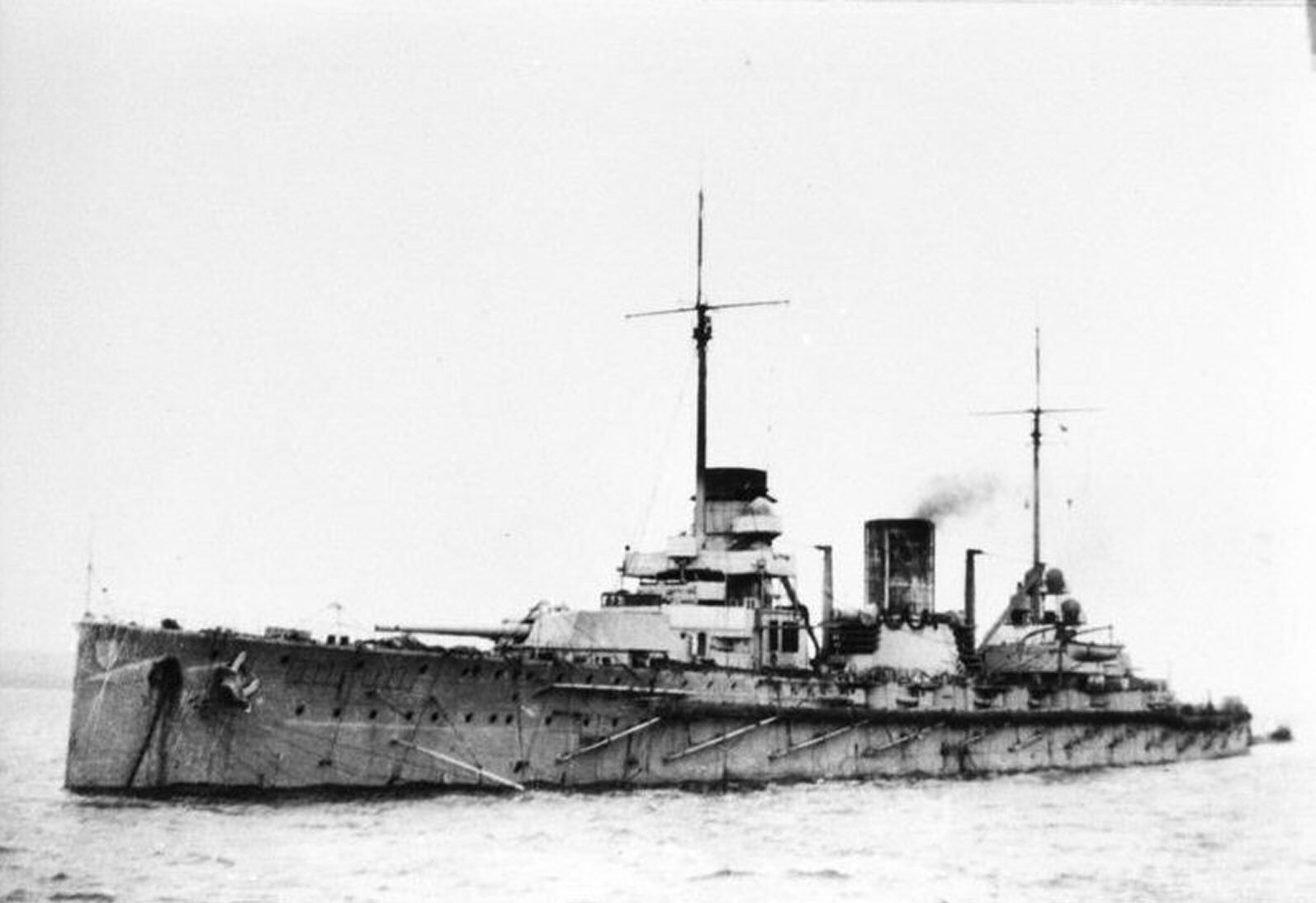
„Goeben” w porcie

Krążowniki „Moltke” i „Goeben”, będące ulepszoną wersją „Von der Tanna”, zostały zamówione odpowiednio w latach 1908 i 1909. Ich projekt nie był tak kontrowersyjny jak poprzednika, jednak nadal dochodziło do nieporozumień pomiędzy Tirpitzem a cesarskim Gabinetem Morskim w kwestii dział artylerii głównej – czy powinno się preferować liczbę luf armatnich czy ich kaliber. Tirpitz popierał rozwiązanie zwiększenia liczby dział do dziesięciu, podczas gdy Gabinet proponował osiem dział kal. 30,5 cm. W końcu zastosowano dziesięć dział kal. 28 cm. Poza zmienioną artylerią główną oba okręty były trochę większe i lepiej opancerzone w stosunku do „Von der Tanna”.
„Moltke” po wejściu do służby dołączył do poprzednika w eskadrze krążowników liniowych. Brał udział w akcjach przeciw Royal Navy na Morzu Północnym. Walczył także na Bałtyku z okrętami rosyjskimi. W 1915 roku został storpedowany przez brytyjski okręt podwodny E1 podczas operacji w Zatoce Ryskiej. Brał udział w bitwie jutlandzkiej. W 1917 roku powrócił na Morze Bałtyckie jako okręt flagowy sił inwazyjnych zaangażowanych w operację Albion. Krążownik także został internowany w Scapa Flow i samozatopiony w 1919 roku. „Goeben” został przydzielony na Morze Śródziemne, gdzie był okrętem flagowym Eskadry Śródziemnomorskiej. Po rozpoczęciu działań wojennych w 1914 roku okręt wraz z lekkim krążownikiem SMS „Breslau” uciekł brytyjskiej flocie i dotarł do Stambułu. Tam został przekazany marynarce Imperium Osmańskiego, zmieniając nazwę na „Yavuz Sultan Selim”. Okręt operował głównie na Morzu Czarnym przeciwko rosyjskiej Flocie Czarnomorskiej. Atakował siły brytyjskie w pobliżu Dardaneli w 1918 roku i wszedł na trzy miny. Okręt był w tureckiej służbie do 1973 roku, gdy został sprzedany na złom.
| Okręt        | Artyleria główna | Wyporność                     | Napęd                                                 | Służba           | Służba            | Służba                                                                                   |
| Okręt        | Artyleria główna | Wyporność                     | Napęd                                                 | Położenie stępki | Wejście do służby | Los                                                                                      |
| ------------ | ---------------- | ----------------------------- | ----------------------------------------------------- | ---------------- | ----------------- | ---------------------------------------------------------------------------------------- |
| SMS „Moltke” | 10 × 28 cm       | 25 400 t (25 000 długich ton) | 4 śruby napędowe, turbiny parowe Parsonsa, 28,4 węzła | 7 grudnia 1908   | 30 sierpnia 1911  | samozatopiony w Scapa Flow 21 czerwca 1919, wrak podniesiono w 1927 i złomowano w Rosyth |
| SMS „Goeben” | 10 × 28 cm       | 25 400 t (25 000 długich ton) | 4 śruby napędowe, turbiny parowe Parsonsa, 28 węzłów  | 28 sierpnia 1909 | 2 lipca 1912      | przekazany Imperium Osmańskiemu 16 sierpnia 1914, złomowany w 1973                       |

## SMS „Seydlitz”

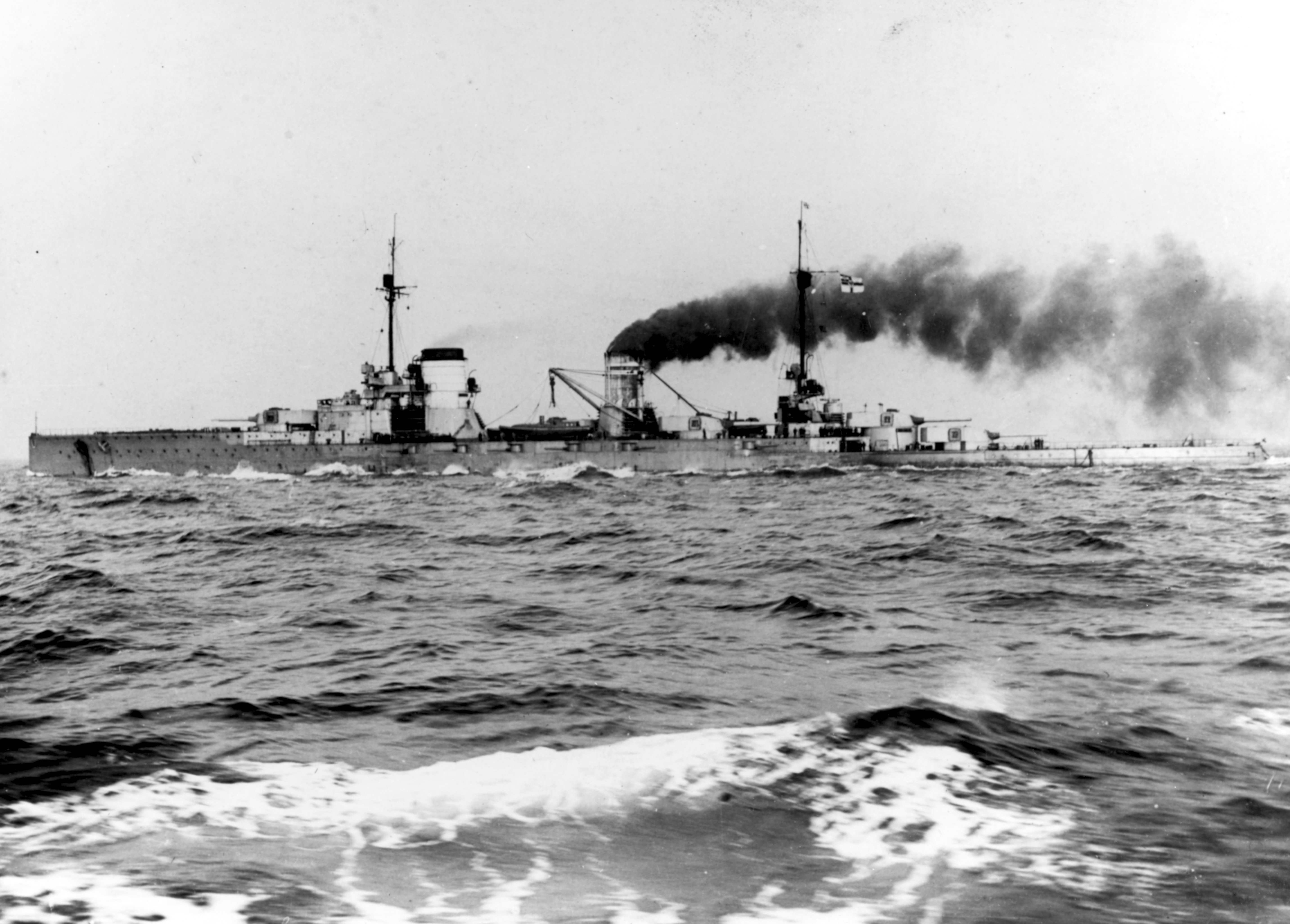
„Seydlitz” płynący do Scapa Flow

„Seydlitz” stanowił znacznie ulepszoną wersję projektu okrętów typu Moltke. Okręt był trochę większy od dwóch poprzednich okrętów i miał wyższą nadbudówkę dziobową. Był wyposażony w ten sam układ 10 dział kal. 28 cm. Po wejściu do służby został okrętem flagowym kontradmirała von Hippera. Okręt brał udział w większości dużych operacji floty w czasie wojny. W czasie bitwy na Dogger Bank otrzymał trafienie w tylne wieże dwoma lub trzema pociskami kal. 343 mm wystrzelonymi z HMS „Lion”. Pociski spowodowały pożar wieży i niemal zniszczyły okręt. W bitwie jutlandzkiej okręt został wielokrotnie trafiony ciężkimi pociskami oraz torpedą, między innymi przez brytyjski krążownik liniowy HMS „Queen Mary”, do którego zatopienia się przyczynił. Nabrał ponad 5300 ton wody. Pomimo wielkich uszkodzeń „Seydlitz” powrócił do Wilhelmshaven, gdzie został wyremontowany. Wraz z „Von der Tann” i „Moltke” został po wojnie internowany i samozatopiony w Scapa Flow.
| Okręt          | Artyleria główna | Wyporność                                   | Napęd                                        | Służba           | Służba            | Służba                                                                                   |
| Okręt          | Artyleria główna | Wyporność                                   | Napęd                                        | Położenie stępki | Wejście do służby | Los                                                                                      |
| -------------- | ---------------- | ------------------------------------------- | -------------------------------------------- | ---------------- | ----------------- | ---------------------------------------------------------------------------------------- |
| SMS „Seydlitz” | 10 × 28 cm       | 28 550 ton metrycznych (28 100 długich ton) | 4 śruby, turbiny parowe Parsonsa, 28,1 węzła | 4 lutego 1911    | 22 maja 1913      | samozatopiony w Scapa Flow 21 czerwca 1919, wrak podniesiono w 1928 i złomowano w Rosyth |

## TypDerfflinger

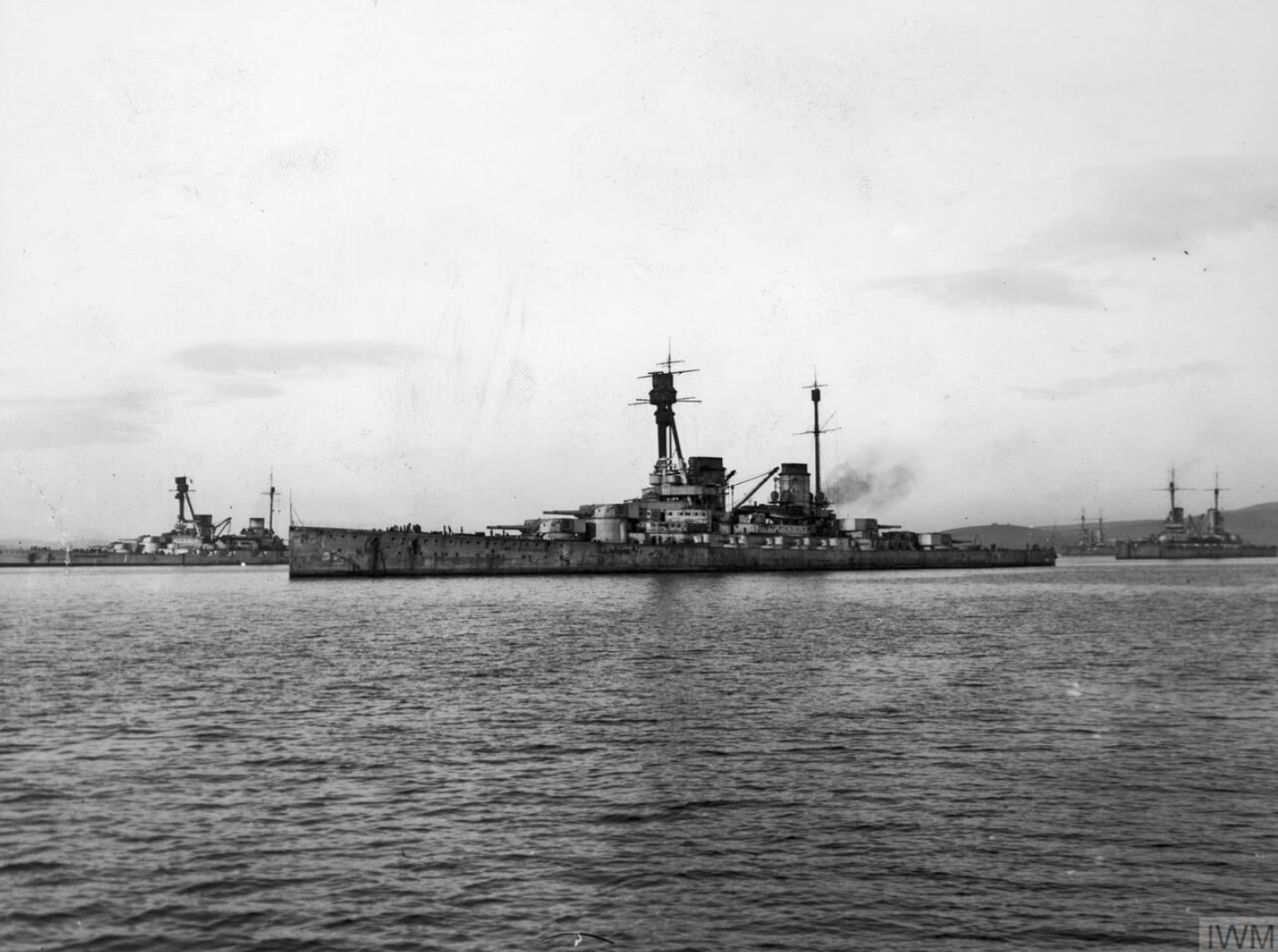
„Hindenburg” (w centrum) i „Derfflinger” (lewy tył) w Scapa Flow

Trzy okręty typu Derfflinger były ostatnimi krążownikami liniowymi, które weszły w skład Kaiserliche Marine. Główne uzbrojenie jednostek zostało radykalnie zmodyfikowane w porównaniu do poprzednich okrętów. Liczbę dział zmniejszono do ośmiu, ale ich kaliber zwiększono do 30,5 cm. Po dwie wieże umieszczono w superpozycji na dziobie i na rufie. Prototypowa jednostka została ukończona krótko po wybuchu I wojny światowej. „Lützow” wszedł do służby w sierpniu 1915 roku, „Hindenburg” dołączył do floty w maju 1917. „Derfflinger” brał udział w większości akcji floty. W czasie bitwy jutlandzkiej ostrzeliwał „Queen Mary” i wraz z „Seydlitzem” przyczynił się do zatopienia wroga. Później wraz z „Lützowem” skoncentrował swój ogień na HMS „Invincible” i także go zniszczył. Podczas bitwy „Lützow” został mocno uszkodzony przez przynajmniej 24 ciężkie pociski i nie zdołał wrócić do macierzystego portu. Został zatopiony przez własny niszczyciel następnego ranka. Kariera „Hindenburga” była o wiele mniej barwna. Został ukończony tak późno, że nie wziął udziału w żadnych znaczących akcjach przeciw brytyjskiej flocie. Wraz z „Derfflinger” został internowany, a później samozatopiony z resztą floty w Scapa Flow.
| Okręt             | Artyleria główna    | Wyporność | Napęd                                    | Służba              | Służba            | Służba                                                                                                |
| Okręt             | Artyleria główna    | Wyporność | Napęd                                    | Położenie stępki    | Wejście do służby | Los                                                                                                   |
| ----------------- | ------------------- | --------- | ---------------------------------------- | ------------------- | ----------------- | --- |
| SMS „Derfflinger” | 8 × 30,5 cm SK L/50 | 31 200 t  | 4 śruby, turbiny parowe Parsonsa, 25,5 w | 30 marca 1912       | 1 września 1914   | samozatopiony w Scapa Flow 21 czerwca 1919, wrak podniesiono w 1939, rozebrany po 1946                |
| SMS „Lützow”      | 8 × 30,5 cm SK L/50 | 31 200 t  | 4 śruby, turbiny parowe Parsonsa, 26,4 w | maj 1912            | 8 sierpnia 1915   | dobity przez niszczyciel niemiecki po ciężkim uszkodzeniu w czasie bitwy jutlandzkiej, 1 czerwca 1916 |
| SMS „Hindenburg”  | 8 × 30,5 cm SK L/50 | 31 500 t  | 4 śruby, turbiny parowe Parsonsa, 26,6 w | 1 października 1913 | 10 maja 1917      | samozatopiony w Scapa Flow 21 czerwca 1919, wrak podniesiono w 1930, złomowany w latach 1930–1932     |

## TypMackensen

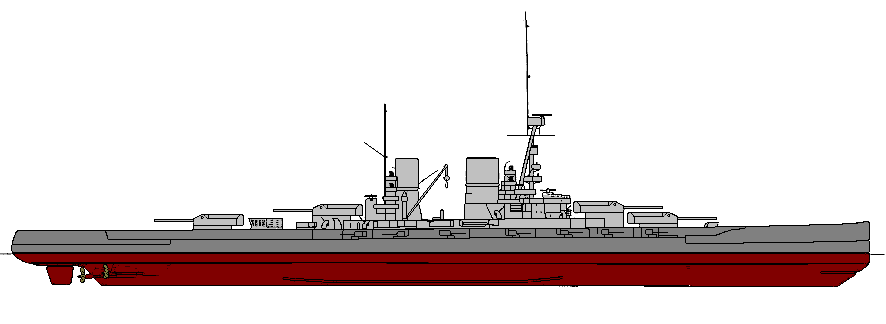
Sylwetka okrętu typu Mackensen

Po tym jak Niemcy zdały sobie sprawę w lutym 1915 roku, że wojna nie zostanie zakończona tak szybko, jak na to liczyli, departament marynarki zdecydował się zbudować sześć nowych jednostek, które miały zastąpić sześć straconych w czasie wojny krążowników pancernych. Okręty miały być ulepszoną wersją typu Derfflinger, główną zmianą miało być zastosowanie dział kal. 35 cm oraz zmiana kształtu części nadbudówki. Cztery okręty zostały zamówione, położono także ich stępki, ale tylko dwie: „Mackensen” i „Graf Spee” zostały zwodowane. Żaden z okrętów nie został przyjęty do służby, ponieważ zmianie uległy priorytety i siły stoczni skierowano na budowę okrętów podwodnych. Wszystkie jednostki zostały rozebrane w Niemczech pomiędzy latami 1921 a 1924.
| Okręt                       | Artyleria główna | Wyporność                     | Napęd                                       | Służba           | Służba            | Służba                                             |
| Okręt                       | Artyleria główna | Wyporność                     | Napęd                                       | Położenie stępki | Wejście do służby | Los                                                |
| --------------------------- | ---------------- | ----------------------------- | ------------------------------------------- | ---------------- | ----------------- | -------------------------------------------------- |
| SMS „Mackensen”             | 8 × 35 cm        | 35 300 t (34 700 długich ton) | 4 śruby, turbiny parowe Parsonsa, 28 węzłów | 1914             | –                 | skreślony 17 listopada 1919, rozebrany w 1922      |
| SMS „Graf Spee”             | 8 × 35 cm        | 35 300 t (34 700 długich ton) | 4 śruby, turbiny parowe Parsonsa, 28 węzłów | 1915             | –                 | skreślony 17 listopada 1919, rozebrany w 1921–1922 |
| SMS „Prinz Eitel Friedrich” | 8 × 35 cm        | 35 300 t (34 700 długich ton) | 4 śruby, turbiny parowe Parsonsa, 28 węzłów | 1915             | –                 | rozebrany w 1921                                   |
| SMS „Fürst Bismarck”        | 8 × 35 cm        | 35 300 t (34 700 długich ton) | 4 śruby, turbiny parowe Parsonsa, 28 węzłów | 1915             | –                 | skreślony 17 listopada 1919, rozebrany w 1922      |

## TypErsatz Yorck

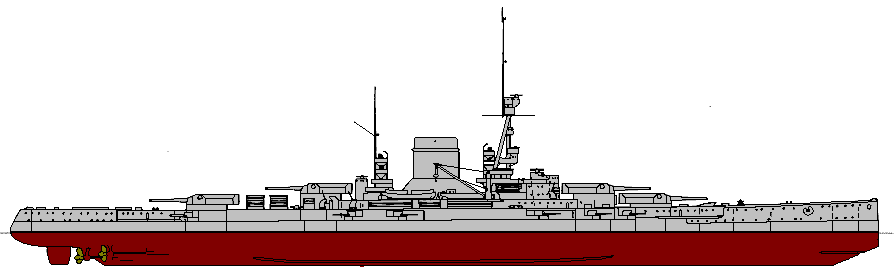
Sylwetka okrętu typu Ersatz Yorck

Trzy okręty typu Ersatz Yorck zostały zamówione jako jednostki typu Mackensen, ale projekt został zmodyfikowany w styczniu 1917 roku przez zastosowanie uzbrojenia składającego się z ośmiu dział kal. 38 cm. Pozostałe parametry były podobne do typu Mackensen, z wyjątkiem kominów. Nowszy projekt zakładał, że spaliny będą odprowadzane dwoma kominami, w przeciwieństwie do jednego dużego we wcześniejszym projekcie. Jedynie na pierwszym okręcie położono stępkę, ale prace nie posuwały się dalej. Zgromadzono jedynie 1000 ton metrycznych stali do momentu, gdy wszelkie prace zostały przerwane. Pozostałe dwie jednostki zostały zamówione w stoczniach, ale prace nad nimi nigdy się nie rozpoczęły.
| Okręt                | Artyleria główna | Wyporność                     | Napęd                                        | Służba           | Służba            | Służba                                    |
| Okręt                | Artyleria główna | Wyporność                     | Napęd                                        | Położenie stępki | Wejście do służby | Los                                       |
| -------------------- | ---------------- | ----------------------------- | -------------------------------------------- | ---------------- | ----------------- | ----------------------------------------- |
| „Ersatz Yorck”       | 8 × 38 cm        | 38 000 t (37 000 długich ton) | 4 śruby, turbiny parowe Parsonsa, 27,3 węzła | 1916             | –                 | zezłomowany 26 miesięcy przed ukończeniem |
| „Ersatz Gneisenau”   | 8 × 38 cm        | 38 000 t (37 000 długich ton) | 4 śruby, turbiny parowe Parsonsa, 27,3 węzła | 1916             | –                 | zezłomowany 26 miesięcy przed ukończeniem |
| „Ersatz Scharnhorst” | 8 × 38 cm        | 38 000 t (37 000 długich ton) | 4 śruby, turbiny parowe Parsonsa, 27,3 węzła | 1916             | –                 | zezłomowany 26 miesięcy przed ukończeniem |

## Typ O
Krążowniki liniowe typu O zostały zaprojektowane w 1937 by wspierać krążowniki typu P w ramach nowej niemieckiej floty. Trzy jednostki miały być uzbrojone w sześć dział kal. 38 cm w trzech wieżach dwudziałowych, z ustawieniem dział podobnym do uzbrojenia pancerników typu Scharnhorst. Miały pełnić rolę rajderów dalekiego zasięgu, co miało zmusić Royal Navy do rozpraszania swoich sił przez przydzielanie pancerników do eskorty konwojów. Z powodu wybuchu II wojny światowej we wrześniu 1939 roku, budowy nigdy nie rozpoczęto.
| Okręt | Artyleria główna | Wyporność                   | Napęd                                                                  | Służba           | Służba            | Służba                                  |
| Okręt | Artyleria główna | Wyporność                   | Napęd                                                                  | Położenie stępki | Wejście do służby | Los                                     |
| ----- | ---------------- | --------------------------- | ---------------------------------------------------------------------- | ---------------- | ----------------- | --------------------------------------- |
| O     | 6 × 38,1 cm      | 35 400 długich ton 36 000 t | 3 śruby, 8 silników Diesla × 24 cylindrów, 1 turbina parowa, 35 węzłów | –                | –                 | anulowany po wybuchu II wojny światowej |
| P     | 6 × 38,1 cm      | 35 400 długich ton 36 000 t | 3 śruby, 8 silników Diesla × 24 cylindrów, 1 turbina parowa, 35 węzłów | –                | –                 | anulowany po wybuchu II wojny światowej |
| Q     | 6 × 38,1 cm      | 35 400 długich ton 36 000 t | 3 śruby, 8 silników Diesla × 24 cylindrów, 1 turbina parowa, 35 węzłów | –                | –                 | anulowany po wybuchu II wojny światowej |